# Пока мы здесь
Пока мы здесь (яп. 散歩する侵略者) — японский фантастический фильм-драма 2017 года, поставленный режиссёром Киёси Куросавой по пьесе Томохиро Маекава 2005 года. Фильм был отобран для участия в программе «Особый взгляд» 70-го Каннского международного кинофестиваля (2017).

## Сюжет
Наруми Кассе часто ссорилась с мужем. После очередного скандала он даже ушёл из дома, а когда вернулся через пару дней, то был абсолютно другим человеком — нежным, мягким, отзывчивым. Единственный минус: отныне каждый Синдзи шёл из дома «на прогулку». Вскоре в округе стали происходить странные вещи, начиная с серийных убийств и похищений. А однажды Синдзи вернулся с прогулки и признался жене, что он — пришелец из космоса, захватил тело её мужа, и что намерен вскоре покорить человечество.